# Liste der Baudenkmale in Lüneburg – Ohlingerstraße
In der Liste der Baudenkmale in Lüneburg – Ohlingerstraße sind Baudenkmale in der Oberen und Unteren Ohlingerstraße in der niedersächsischen Stadt Lüneburg aufgelistet. Die Quelle der IDs und der Beschreibungen ist der Denkmalatlas Niedersachsen. Der Stand der Liste ist der 24. Dezember 2021.

## Allgemein
In den Spalten befinden sich folgende Informationen:
- Lage: die Adresse des Baudenkmales und die geographischen Koordinaten. Kartenansicht, um Koordinaten zu setzen. In der Kartenansicht sind Baudenkmale ohne Koordinaten mit einem roten Marker dargestellt und können in der Karte gesetzt werden. Baudenkmale ohne Bild sind mit einem blauen Marker gekennzeichnet, Baudenkmale mit Bild mit einem grünen Marker.
- Bezeichnung: Bezeichnung des Baudenkmales
- Beschreibung: die Beschreibung des Baudenkmales. Unter § 3 Abs. 2 NDSchG werden Einzeldenkmale und unter § 3 Abs. 3 NDSchG Gruppen baulicher Anlagen und deren Bestandteile ausgewiesen.
- ID: die Objekt-ID des Baudenkmales
- Bild: ein Bild des Baudenkmales, ggf. zusätzlich mit einem Link zu weiteren Fotos des Baudenkmals im Medienarchiv Wikimedia Commons. Wenn man auf das Kamerasymbol klickt, können Fotos zu Baudenkmalen aus dieser Liste hochgeladen werden:

## Baudenkmale
Der Name der Straße geht auf die Bezeichnung „Alte Neue Straße“ zurück. Allerdings hat die Straße andere Zusätze gehabt oder wurde gar anders genannt. So hieß die Straße im 17. Jahrhundert Kohlstraße. Hier wohnten hauptsächlich Handwerker. Die Straße wird von mehreren Gruppen von Häusern geprägt.

| Lage                                                        | Bezeichnung | Beschreibung | ID       | Bild           |
| ----------------------------------------------------------- | ----------- | ------------ | -------- | -------------- |
| Obere Ohlingerstraße 12 53° 14′ 51″ N, 10° 24′ 6″ O         | Wohnhaus    |              | 30679767 |                |
| Obere Ohlingerstraße 13 53° 14′ 51″ N, 10° 24′ 6″ O         | Wohnhaus    |              | 30679785 |                |
| Obere Ohlingerstraße 14 53° 14′ 51″ N, 10° 24′ 6″ O         | Wohnhaus    |              | 30679805 |                |
| Obere Ohlingerstraße 15 53° 14′ 51″ N, 10° 24′ 6″ O         | Wohnhaus    |              | 30679825 |                |
| Obere Ohlingerstraße 16 53° 14′ 51″ N, 10° 24′ 6″ O         | Wohnhaus    |              | 30679843 |                |
| Obere Ohlingerstraße 17 53° 14′ 51″ N, 10° 24′ 6″ O         | Wohnhaus    |              | 30679861 |                |
| Obere Ohlingerstraße 24 53° 14′ 50″ N, 10° 24′ 6″ O         | Wohnhaus    |              | 30679918 |                |
| Obere Ohlingerstraße 26 53° 14′ 51″ N, 10° 24′ 6″ O         | Wohnhaus    |              | 30679954 |                |
| Obere Ohlingerstraße 27 53° 14′ 51″ N, 10° 24′ 7″ O         | Wohnhaus    |              | 30679972 |                |
| Obere Ohlingerstraße 29 53° 14′ 51″ N, 10° 24′ 7″ O         | Wohnhaus    |              | 30679990 |                |
| Obere Ohlingerstraße 30 53° 14′ 51″ N, 10° 24′ 7″ O         | Wohnhaus    |              | 30680008 |                |
| Obere Ohlingerstraße 31 53° 14′ 51″ N, 10° 24′ 7″ O         | Wohnhaus    |              | 30680026 |                |
| Untere Ohlingerstraße 2 53° 14′ 57″ N, 10° 24′ 12″ O        | Wohnhaus    |              | 30654377 |                |
| Untere Ohlingerstraße 3 53° 14′ 57″ N, 10° 24′ 12″ O        | Wohnhaus    |              | 30654335 | Weitere Bilder |
| Untere Ohlingerstraße 4 53° 14′ 57″ N, 10° 24′ 12″ O        | Wohnhaus    |              | 30679001 |                |
| Untere Ohlingerstraße 5 53° 14′ 57″ N, 10° 24′ 12″ O        | Wohnhaus    |              | 30658792 |                |
| Untere Ohlingerstraße 6 53° 14′ 57″ N, 10° 24′ 12″ O        | Wohnhaus    |              | 30679019 |                |
| Untere Ohlingerstraße 7 53° 14′ 56″ N, 10° 24′ 12″ O        | Wohnhaus    |              | 30679039 | Weitere Bilder |
| Untere Ohlingerstraße 7 53° 14′ 56″ N, 10° 24′ 11″ O        | Flügelbau   |              | 41727503 | BW             |
| Untere Ohlingerstraße 8 53° 14′ 56″ N, 10° 24′ 12″ O        | Wohnhaus    |              | 30679063 |                |
| Untere Ohlingerstraße 9/13 53° 14′ 56″ N, 10° 24′ 12″ O     | Wohnhaus    |              | 30679087 |                |
| Untere Ohlingerstraße 14/15 53° 14′ 56″ N, 10° 24′ 12″ O    | Wohnhaus    |              | 30679105 |                |
| Untere Ohlingerstraße 16 53° 14′ 55″ N, 10° 24′ 12″ O       | Wohnhaus    |              | 30679124 |                |
| Untere Ohlingerstraße 14/15/16 53° 14′ 56″ N, 10° 24′ 11″ O | Mauer       |              | 39160578 | BW             |
| Untere Ohlingerstraße 17 53° 14′ 55″ N, 10° 24′ 12″ O       | Wohnhaus    |              | 30679142 |                |
| Untere Ohlingerstraße 18 53° 14′ 55″ N, 10° 24′ 11″ O       | Wohnhaus    |              | 30679165 |                |
| Untere Ohlingerstraße 19 53° 14′ 55″ N, 10° 24′ 11″ O       | Wohnhaus    |              | 30679183 |                |
| Untere Ohlingerstraße 20 53° 14′ 55″ N, 10° 24′ 11″ O       | Wohnhaus    |              | 30654295 |                |
| Untere Ohlingerstraße 21 53° 14′ 54″ N, 10° 24′ 11″ O       | Wohnhaus    |              | 30679201 |                |
| Untere Ohlingerstraße 22 53° 14′ 54″ N, 10° 24′ 11″ O       | Wohnhaus    |              | 30679219 |                |
| Untere Ohlingerstraße 25 53° 14′ 54″ N, 10° 24′ 11″ O       | Wohnhaus    |              | 30678742 |                |
| Untere Ohlingerstraße 26 53° 14′ 54″ N, 10° 24′ 11″ O       | Wohnhaus    |              | 30654355 |                |
| Untere Ohlingerstraße 27 53° 14′ 54″ N, 10° 24′ 11″ O       | Wohnhaus    |              | 30678763 |                |
| Untere Ohlingerstraße 28 53° 14′ 54″ N, 10° 24′ 11″ O       | Wohnhaus    |              | 30659125 |                |
| Untere Ohlingerstraße 29 53° 14′ 54″ N, 10° 24′ 12″ O       | Wohnhaus    |              | 30678781 |                |
| Untere Ohlingerstraße 30 53° 14′ 55″ N, 10° 24′ 12″ O       | Wohnhaus    |              | 30678799 |                |
| Untere Ohlingerstraße 31 53° 14′ 55″ N, 10° 24′ 12″ O       | Wohnhaus    |              | 30678817 |                |
| Untere Ohlingerstraße 32 53° 14′ 55″ N, 10° 24′ 12″ O       | Wohnhaus    |              | 30678835 |                |
| Untere Ohlingerstraße 33 53° 14′ 55″ N, 10° 24′ 12″ O       | Wohnhaus    |              | 30654317 |                |
| Untere Ohlingerstraße 34 53° 14′ 55″ N, 10° 24′ 12″ O       | Wohnhaus    |              | 30658810 |                |
| Untere Ohlingerstraße 35 53° 14′ 56″ N, 10° 24′ 13″ O       | Wohnhaus    |              | 30678853 |                |
| Untere Ohlingerstraße 36 53° 14′ 56″ N, 10° 24′ 13″ O       | Wohnhaus    |              | 30678871 |                |
| Untere Ohlingerstraße 36a 53° 14′ 57″ N, 10° 24′ 13″ O      | Wohnhaus    |              | 30678889 |                |
| Untere Ohlingerstraße 37 53° 14′ 57″ N, 10° 24′ 14″ O       | Wohnhaus    |              | 30678907 |                |
| Untere Ohlingerstraße 40 53° 14′ 58″ N, 10° 24′ 13″ O       | Wohnhaus    |              | 30678959 |                |
| Untere Ohlingerstraße 43 53° 14′ 58″ N, 10° 24′ 13″ O       | Hofflügel   |              | 41743947 |                |
| Untere Ohlingerstraße 44 53° 14′ 58″ N, 10° 24′ 12″ O       | Wohnhaus    |              | 30687818 |                |